# Hermannsburg (Sachsen)
Die Hermannsburg ist eine abgegangene Höhenburg auf den sog. Singer- oder Sommersteinen nördlich des Elterleiner Ortsteils Hermannsdorf im Erzgebirge.

## Beschreibung und Geschichte
Die Anlage befand sich etwa 1 Kilometer nördlich von Hermannsdorf am Ost-Ende der Singer- oder Sommersteine. Aufgrund ihrer Lage kann sie zum Typus der Spornburgen gezählt werden. Sie besaß ein langovales Kernwerk von etwa 12 mal 22 Metern. Es befand sich auf einer natürlichen Felsklippe, welche durch angesetztes Trockenmauerwerk im Norden künstlich vergrößert wurde. Vor dem Kernwerk verläuft von Norden über die Westseite nach Südwesten ein Halsgraben von etwa 8 bis 10 Metern Breite und maximal 3 Metern Tiefe. Die Grabensohle liegt im Schnitt etwa 5 bis 6 Meter tiefer als das Kernwerksplateau. Im Osten und Süden sind einzelne Felsklippen dem Plateau vorgelagert. Vor dem Graben befindet sich der Außenwall mit 4 bis 5 Metern Breite und 1 bis 2 Metern Höhe.
1980 wurde die Anlage unter Bodendenkmalschutz gestellt.